# عبدالقادر العیفاوی
عبدالقادر العیفاوی (انگلیسی: Abdelkader Laïfaoui؛ زادهٔ ۲۹ ژوئیهٔ ۱۹۸۱) یک بازیکن فوتبال اهل الجزایر است.